# 우치카와촌 (아키타현)
우치카와촌(内川村)은 아키타현 미나미아키타군에 있던 촌이다.

## 역사
- 1889년 4월 1일 - 정촌제 시행에 의해 4촌이 합병해 우치카와촌이 탄생하였다.
- 1955년 3월 31일 - 고조메정.후쓰나이촌, 오카와촌, 바바메촌과 합병해 고조메정이 되었다.